# Trytew
Trytew – (osada) samodzielna wieś do 30 listopada 1938 roku. Obecnie jedno z osiedli Słubic, położone na północ od centrum wsi. Wiedzie przez nie droga powiatowa nr 365 do Piotrkówka. Osiedle składa się z domków jednorodzinnych.

## Nazwa osady
Na północ od Słubic przy drodze do Piotrkówka znajdowała się osada Natrytwie. Na współczesnych mapach jest to nazwa miejscowa stanowiąca pozostałości osady. Nazwa "Trytew" w XIX wieku określono nasypy wznoszące się ponad teren, którym biegły drogi i groble. Jest to nazwa pochodząca z okresu, kiedy w okolicach Słubic prowadzono akcję kolonizacji obszarów podmokłych i trudno dostępnych.